# Mlaștinile Murani
Mlaștinile Murani alcătuiesc o arie protejată de interes național ce corespunde categoriei a IV-a IUCN (rezervație naturală de tip ornitologic) situată în județul Timiș, pe teritoriul administrativ al comunei Pișchia.

## Localizare
Aria naturală cu o suprafață de 200 hectare se află în extremitatea vestică a județului Timiș (aproape de limita teritorială cu județul Arad), în partea estică a satului Murani, lângă drumul județean (DJ693) care leagă localitatea Pișchia de Seceani, aproape de Autostrada A1,  București - Nădlac (parte a Coridorului IV pan-european) .

## Descriere
Rezervația naturală a fost declarată arie protejată prin Legea Nr.5 din 6 martie 2000 (privind aprobarea Planului de amenajare a teritoriului național - Secțiunea a III-a - zone protejate) și reprezintă o zonă cu luciu de apă, mlaștini, stufăriș, păpuriș, pajiști și tufărișuri, ce adăpostește și asigură condiții de cuibărire și hrană pentru mai multe specii de păsări migratoare, de pasaj sau sedentare. 

### Biodiversitate
Aria protejată dispune de mai multe tipuri de habitate constituite din ape curgătoare și stătătoare, mlaștini și turbării, habitate de păduri în tranziție, culturi și pajiști panonice cu o mare varietate de floră și faună specifică zonelor umede.

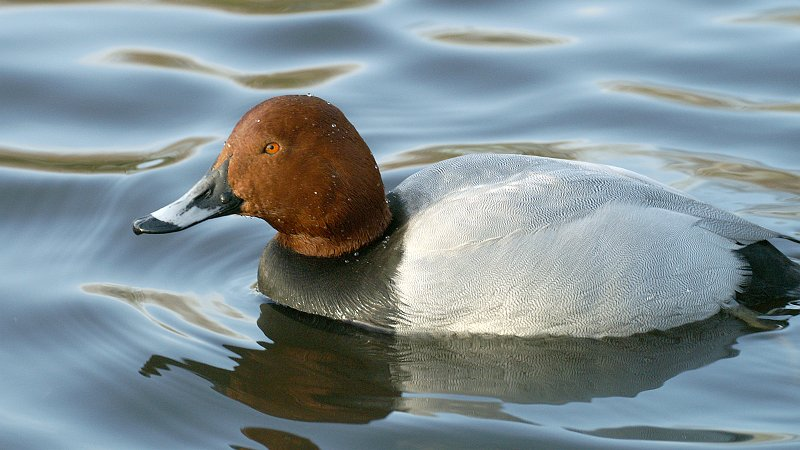
Raţă cu cap castaniu (Aythya ferina)

#### Avifaună
Mlaștinile Murani alcătuiesc o zonă de importanță avifaunistică deosebită datorată prezenței în arealul acesteia a câtorva specii de păsări (migratoare, de pasaj) protejate la nivel european prin Directiva CE 147/CE din 30 noiembrie 2009 (privind conservarea păsărilor sălbatice); printre care: eretele de stuf (Circus aeruginosus), chira neagră (Chlidonias nigra), chirichița cu obraz alb (Chlidonias hybrida), barză albă (Ciconia ciconia), corcodel mare (Podiceps cristatus), lișiță (Fulica atra), gâscă cenușie (Anser anser), gârliță mare (Anser albifrons), gârliță mică (Anser erythropus), rață mare (Anas platyrhynchos) și rața cu cap castaniu (Aythya ferina).